# NGC 1481
NGC 1481 è una galassia lenticolare (o ellittica) situata nella costellazione dell'Eridano, a una distanza di circa 82 milioni di anni luce dalla nostra Via Lattea.

## Scoperta
La galassia è stata scoperta il 13 novembre 1835 dall'astronomo britannico John Herschel.

## Descrizione
Nella galassia sono presenti regioni di idrogeno ionizzato.